# Exalloniscus malaccensis
Exalloniscus malaccensis är en kräftdjursart som beskrevs av Stefano Taiti och Franco Ferrara 1988. Exalloniscus malaccensis ingår i släktet Exalloniscus och familjen Oniscidae. Inga underarter finns listade i Catalogue of Life.